# Mimetus monticola
Mimetus monticola là một loài nhện trong họ Mimetidae.
Loài này thuộc chi Mimetus. Mimetus monticola được miêu tả năm 1870 bởi Blackwall.